# 西ドイツ国鉄V160形ディーゼル機関車
西ドイツ国鉄V160形ディーゼル機関車は、西ドイツ国鉄（ドイツ連邦鉄道、DB）が1960年より投入を開始した液体式ディーゼル機関車である。1968年の称号変更後、216形とされた。派生形式が多数存在し、210形、215形、217形、218形、219（初代）形がある。本項ではこれらについても述べるが、各項目も参照されたい。

## 概要
第二次世界大戦後、西ドイツではV200形を1953年より製造していた。V200形は出力1000PS〜1350PSのエンジンを2基搭載する液体式ディーゼル機関車だが、エンジンと変速機を2組搭載しているために保守コストが高くついた。その解決策として、大出力の1900PSエンジンを1基搭載した機関車が本形式である。幹線・亜幹線向けとされた。旅客・貨物列車兼用で使用され、旅客列車での最高速度は時速120km。貨物列車では低速段を使い、最高速度時速80kmとされた。旅客列車の暖房用に蒸気発生装置が搭載された。
本形式をさまざまにアレンジした派生形式も製造され、800両を超える「V160形ファミリー」を形成した。
メインエンジンのほか、補機駆動のためのサブエンジンがあった。このエンジンで駆動されるコンプレッサーのほか、電動コンプレッサーも装備していた。

## 製造・運用
開発は、1956年よりクルップにより行われた。1960年、1800PS（1320kW）のエンジンを1基搭載したプロトタイプが10両製造された。V160 006を除きマイバッハ（のちのMTU）のV形16気筒エンジン、MD16V538TB10型を搭載している。プロトタイプ10両のうち、最後まで稼働していたV160 003はDBが所有権を保持したままリューベックの愛好家の団体により保存されている。
量産車は1963年から1969年にかけて214両がクルップ、KHD、ヘンシェル、クラウス＝マッファイ、MaKで製造された。MB16V652TB10型エンジンを搭載している。156号機からは、新しい称号である216形として落成している。
2003年、216形は全機運用から外された。

## V160形ファミリー

### V162形（217形）

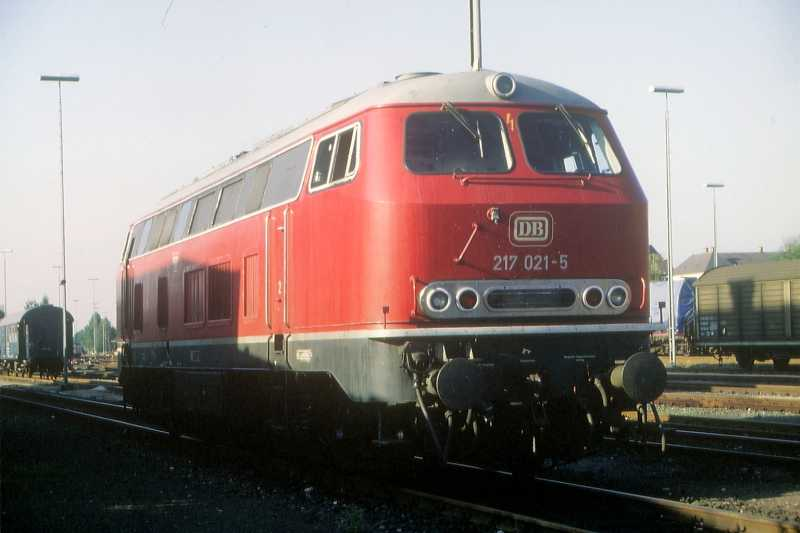
217 021（V162）

216形の旅客列車用暖房装置を電気暖房 (鉄道)とし、最高速度を時速140kmに引き上げたものがV162形である。メインエンジンから暖房用発電機を駆動すると牽引力の低下を招くため、補助エンジン（450PS＝331kw）を搭載した。V200形同様にエンジンを2基積むこととなったため、不経済とされた。
1965年に3両が試作され、1968年から12両が量産された。1968年の称号変更後は217形とされた。

### V169形（初代219形）
1966年に、V162形の補助エンジンをガスタービンエンジンとした仕様で1両が製造された。1968年の称号変更後は219形（初代）とされた。東西ドイツ統一後、旧東ドイツ国鉄（ドイツ国営鉄道。DR）の119形が新たに219形（2代）を付番されている。

### 215形

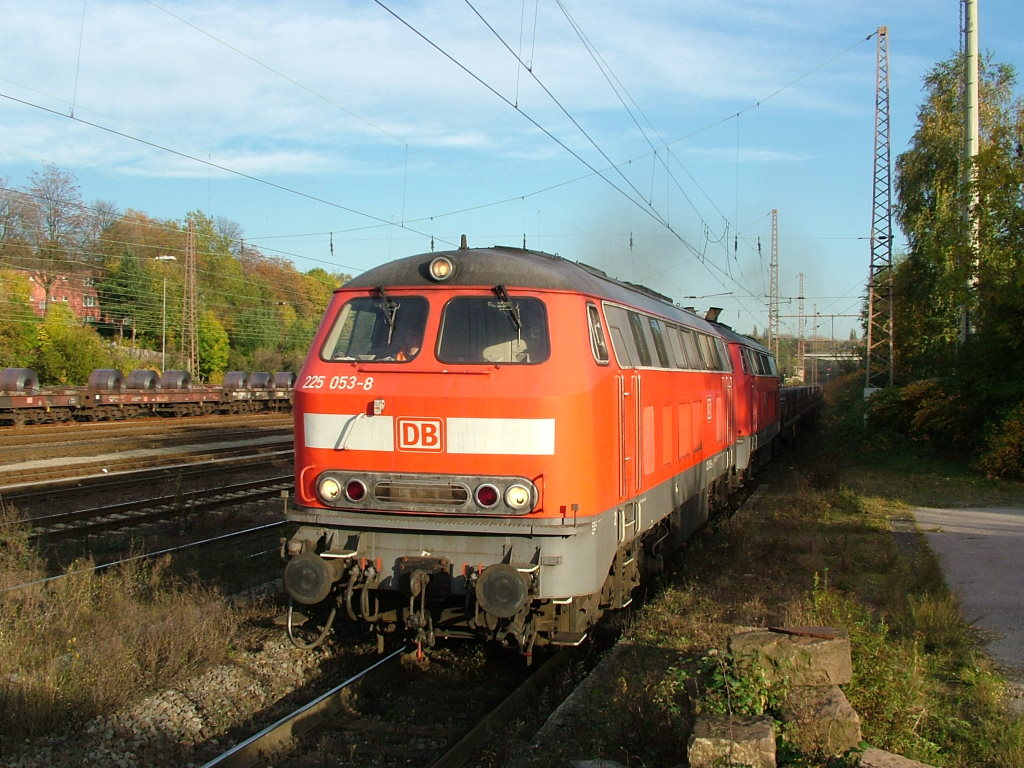
225形（旧215形）

V160形の最高速度を時速140km（最初の4両は130km/h）に引き上げたものが215形で、1968年から製造された。貨物列車は同100km（同90km/h）。その他の諸元の変化はほとんどないが、全長が400mm長くなり、218形（後述）と同様になった。215形は150両が製作され、ドイツ鉄道に統合後はDB Cargoにて使用された。現在は225形として存在する。

### 218形

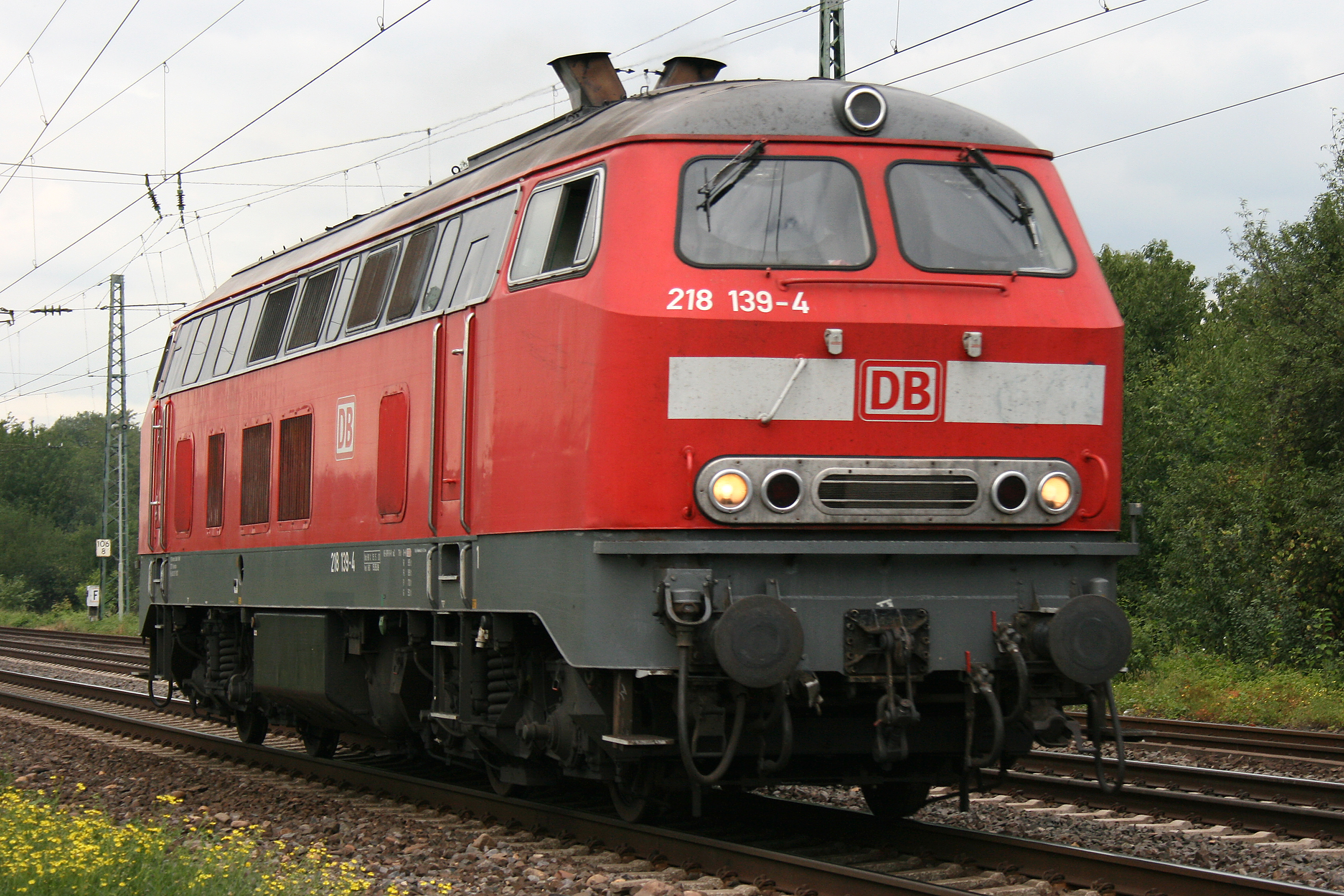
218 139

V160ファミリーの完成形。1968年の試作当初はV164形とされた。営業に投入されたときには称号変更を経て218形であった。この形式は、215形より強力な2500PS（1840kw）ディーゼルエンジン（マイバッハ製V形12気筒、MA12V956TB10形）を搭載した機関車として1968年に12両が試作された。電気暖房用発電機も、メインエンジンから駆動された。
量産車は1971年から1979年の間に398両製作された。エンジンはのちに2800PS（2060kW）のもの（MTU製V形12気筒、12V956TB11形）に増強された。1975年には、横転事故から修復された215 112が218 399に編入された。
218形は必要とあれば重連、三重連も可能で、最高速度は時速140km（貨物列車は低速ギヤの使用で同100km）、油圧式のブレーキを備える。インターシティから重量高速貨物列車まであらゆる用途に使用された。2000年まで重用されたが漸次運用離脱が進み、2004年時点で半減した。
218.8形（執筆中）
218.9形は後述210形から改造されたものである。

### 210形
210形は、218形にブースターとしてのガスタービンエンジンを搭載し、最高速度を時速160kmとしたものである。当時非電化だったミュンヘン〜リンダウ間で、冷暖房を完備した客車による特急列車を牽引するべく、最高速度の引き上げと冷房電源の確保のため、従来の機関車よりも出力を1.5倍に強化した機関車が要求されたものである。
ガスタービンエンジンのみでないのは、ガスタービンエンジンの燃費の悪さを考慮したためである。液体変速機は、ディーゼルエンジンからの推進軸とガスタービンエンジンからの推進軸双方を別個に入力する。ディーゼルエンジンは218形と同じくMA12V956TB10形、ガスタービンエンジンはアブコ・ライコミングT53-L13形。
1970年に8両の使用が開始された。当初は期待通りの性能を発揮したが、1978年の大晦日には210 008のタービン羽根が破損して火災を生じたため、すべてガスタービンを取り外し、218.9形（218 901〜218 908）へと改番された。
210.4形は、218形を160km/hを出せるように改造し、210形に編入したものである。
1996年9月、DBは120形機関車とインターシティを使用して、ミュンヘン〜ベルリン〜ハンブルクのノンストップ列車の運転を開始したが、ノウエン〜ベルリン間の一部は非電化区間のため、2両のディーゼル機で牽引することとした。そのために状態の良い218形が選定され、218 430〜434、456〜462の12両がそれぞれ210 430〜434、456〜462とされた。機番は改造前と同じである。その後、ノウエン〜ベルリンの間の非電化区間は電化され、1998年末までに原型に復帰改造され、番号も旧に復された。

### 現況
216形、217形のほとんどは既にドイツ鉄道では使用されていないが、一部が再整備されて私鉄で使用されている。215形、218形についてはまだ置き換えの予定はない。しかしながら、乗客が増加しているため、列車の形態を機関車牽引列車から動力分散型列車に変更されつつあり、218形が牽引する旅客列車は減りつつある。貨物列車については、旧東ドイツ国鉄の232形がいまだに多くの列車を牽引している。いくつかの218形は218.8形と改番され、同じく貨物仕業にあたっている。